# ال‌تی‌وی ای-۷ کرسر ۲
لینگ-تمکو-ووت ای-۷ کرسر ۲ (به انگلیسی: Ling-Temco-Vought A-7 Corsair II) یک جنگنده تهاجمی، سبک، فروصوت و ناونشین آمریکایی است که جایگزین داگلاس ای-۴ اسکای‌هاوک در نیروی دریایی آمریکا گردید. بدنهٔ ای-۷ بر پایهٔ جنگنده برتری هوایی ووت اف-۸ کروسیدر طراحی شد. این هواپیما یکی از نخستین جنگنده‌هایی بود که مجهز به سیستم هاد (نمایشگر جلوی سر) بود و از موتور توربوفن نیرو می‌گرفت.
کرسر ۲ در خلال جنگ ویتنام به خدمت نیروی دریایی ایالات متحدهٔ آمریکا درآمد. بعداً این هواپیما در نیروی هوایی ایالات متحدهٔ آمریکا از جمله گارد ملی هوایی نیز به خدمت گرفته شد تا جایگزین داگلاس ای-۱ اسکایریدر، اف-۱۰۰ سوپرسیبر و اف-۱۰۵ ثاندرچیف گردد. این هواپیما در دههٔ ۱۹۷۰ به یونان و در اواخر دههٔ ۱۹۸۰ به پرتغال صادر شد.

## طراحی و ساخت

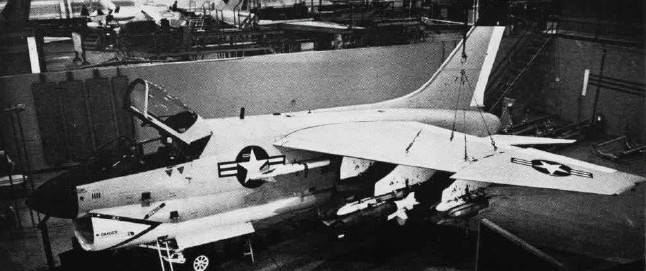
نخستین پیکرنمای ای-۷ در سال ۱۹۶۴.

در سال ۱۹۶۲ نیروی دریایی ایالات متحده پروژه‌ای مقدماتی را برای جایگزین کردن جنگنده‌ای به‌جای ای-۴ اسکای‌هاوک با برد و گنجایش مهمات بیشتر آغاز نمود. در این پروژه تأکید بر روی سلاح‌های دقیق‌تر بود تا هزینهٔ سلاح بر هدف کاهش یابد. نیازسنجی‌ها در سال ۱۹۶۳ به پایان رسید و هدف پروژه هواگرد تهاجمی تعیین شد. فلسفه نیروی هوایی ایالات متحده به‌کارگیری یک جنگنده-بمب‌افکن فراصوت مانند اف-۱۰۵ ثاندرچیف و اف-۱۰۰سوپرسیبر بود. ولی نیروی دریایی احساس می‌کرد که یک جنگندهٔ فروصوت سوخت کمتری مصرف کرده و می‌تواند بیشترین مهمات را به دورترین نقطه حمل نماید و برای یک بمباران دقیق در هر صورت هر جنگنده-بمب‌افکن فراصوتی مجبور بود تا در سرعتی پایین‌تر از سرعت صوت پرواز کند و بیشتر مهمات هوا به زمین در سرعت بالاتر از سرعت صوت، کارایی نداشتند. دلیل دیگری که نیروی دریایی عنوان می‌کرد، هزینهٔ پایین ساخت یک جنگندهٔ فروصوت بود. نیروی دریایی مدعی بود که هزینهٔ خرید سه جنگندهٔ فروصوت برابر است با هزینهٔ خرید یک جنگندهٔ فراصوت و در نتیجه به‌کارگیری جنگندهٔ ای-۷ در جنگ ویتنام برای نیروی دریایی، کاملاً توجیه‌پذیر بود، به‌ویژه این‌که پیروزی‌های ای-۷ در این جنگ فوق‌العاده بود.

ای-۷ئی

برای کاهش هزینه‌ها همهٔ پیشنهادها باید بر پایهٔ طرح‌های موجود ارائه می‌شد. ووت، داگلاس ارکرفت، گرامن و نورث امریکن اوییشن طرح‌های خود را ارائه دادند. پیشنهاد ووت بر پایهٔ جنگندهٔ موفق اف-۸ کروسیدر بود، ولی از آن کوتاه‌تر و پهن‌تر بود و دماغهٔ آن گرد بود.
برای برنده شدن اعلام نیاز نیروی دریایی، ووت دو تیم تشکیل داد که یکی تیم قرمز و دیگری تیم آبی نام گرفت. مسئولیت تیم قرمز تحلیل طرح‌های احتمالی شرکت‌های رقیب بر پایهٔ گسترش و بهینه‌سازی طرح‌های پیشین این شرکت‌ها بود. تیم آبی وظیفهٔ کار بروی گسترش و بهینه‌سازی طرح بدنهٔ اف۸یو برای برآورده کردن نیاز نیروی دریایی را عهده‌دار شد. با جمع‌بندی کوشش‌های دو تیم و پیش‌بینی این که رقیبان احتمالاً چه طرحی را ارائه خواهند کرد ووت به این نتیجه رسید که می‌تواند بهترین پیشنهاد خود را ارائه دهد. نیروی دریایی ووت را در تاریخ ۱۱ فوریه ۱۹۶۴ برنده اعلام نمود و در تاریخ ۱۹ مارس شرکت ووت قراردادی را برای تحویل نخستین گروه از این هواپیما که‌ای-۷ نامگذاری شده بود دریافت کرد. در سال ۱۹۶۵ این هواپیما نام محبوب کرسر ۲ را که از نام ووت اف۴یو کرسر که جنگندهُ بسیار موفق جنگ جهانی دوم بود گرفته شده بود دریافت کرد.
در مقایسه با جنگندهٔ اف-۸، ای-۷ بدنهٔ کوتاه‌تر و پهن‌تری داشت و بال‌های آن نیز درازتر بود. برای به‌دست آوردن برد مورد نیاز، موتور توربوفن پرات اند ویتنی تی اف۳۰-پی-۶ برای آن در نظر گرفته شد. این موتور جدید برای اف-۱۱۱ و اف-۱۴ تام‌کت‌های اولیه نیز در نظر گرفته شده بود، ولی در ای-۷ قرار بود بدون پس‌سوز باشد، چون نیازی به سرعت فراصوت نبود.
این هواپیما نخستین هواپیمای آمریکایی بود که به سیستم مدرن هاد مجهز شد. این سیستم نمایشگر زاویهٔ شیرجه، سرعت هوا، ارتفاع و هدف‌گیری است.
روند ساخت ای-۷ سریع و روان بود. وای ای-۷ای نخستین پرواز خود را در تاریخ ۲۷ سپتامبر ۱۹۶۵ انجام داد و در اواخر سال ۱۹۶۶ وارد خدمت در نیروی دریایی آمریکا شد. نخستین اسکادران ای-۷ نیروی دریایی در تاریخ ۱ فوریه ۱۹۶۷ عملیاتی شد و در دسامبر همان سال بر روی ویتنام عملیات جنگی انجام داد. از زمان نخستین پرواز تا ورود آن به میدان نبرد فقط دو سال به درازا کشید و در نبرد نیز عملکرد قابل‌توجه داشت و نسبت شکست به پیروزی آن بسیار کمتر از هر جنگندهٔ سریع‌تر دیگری بود که مأموریتی مشابه را انجام می‌داد. این کامیابی در نبرد نیز بیشتر به خاطر ابزارهای اویونیک و پادکار الکترونیکی این جنگنده بود تا سرعت و موتور آن.
"پیشرفتی فوق العاده در توانایی حمل سلاح و پسرفتی فوق‌العاده در سرعت!" این جمله را یکی از خلبانان گارد ملی هوایی ویرجینیا که از هواپیمای اف-۱۰۵ به هواپیمای ای-۷ منتقل شده بودند در توصیف هواپیمای ای-۷ گفت. مطمئناً ای-۷ کرسر ۲ جنگنده‌ای باشکوه، سریع و ترسناک مانند گرومن اف-۱۴ تام‌کت و مک‌دانل داگلاس اف-۱۵ ایگل که توجه‌ها را به خود جلب کند نبود، ولی وظیفه‌ای که برایش طراحی شده بود را توانست به خوبی به انجام برساند.
تولید کرسر تا سال ۱۹۸۴ ادامه یافت و مجموعاً ۱۵۶۹ فروند از این هواپیما ساخته شد. ای-۷ یکی از معدود هواپیماهایی است که به تعداد زیاد هم از سوی نیروی دریایی و هم از سوی نیروی هوایی ایالات متحده به‌کار گرفته شده‌است.

## تاریخچهُ عملیات

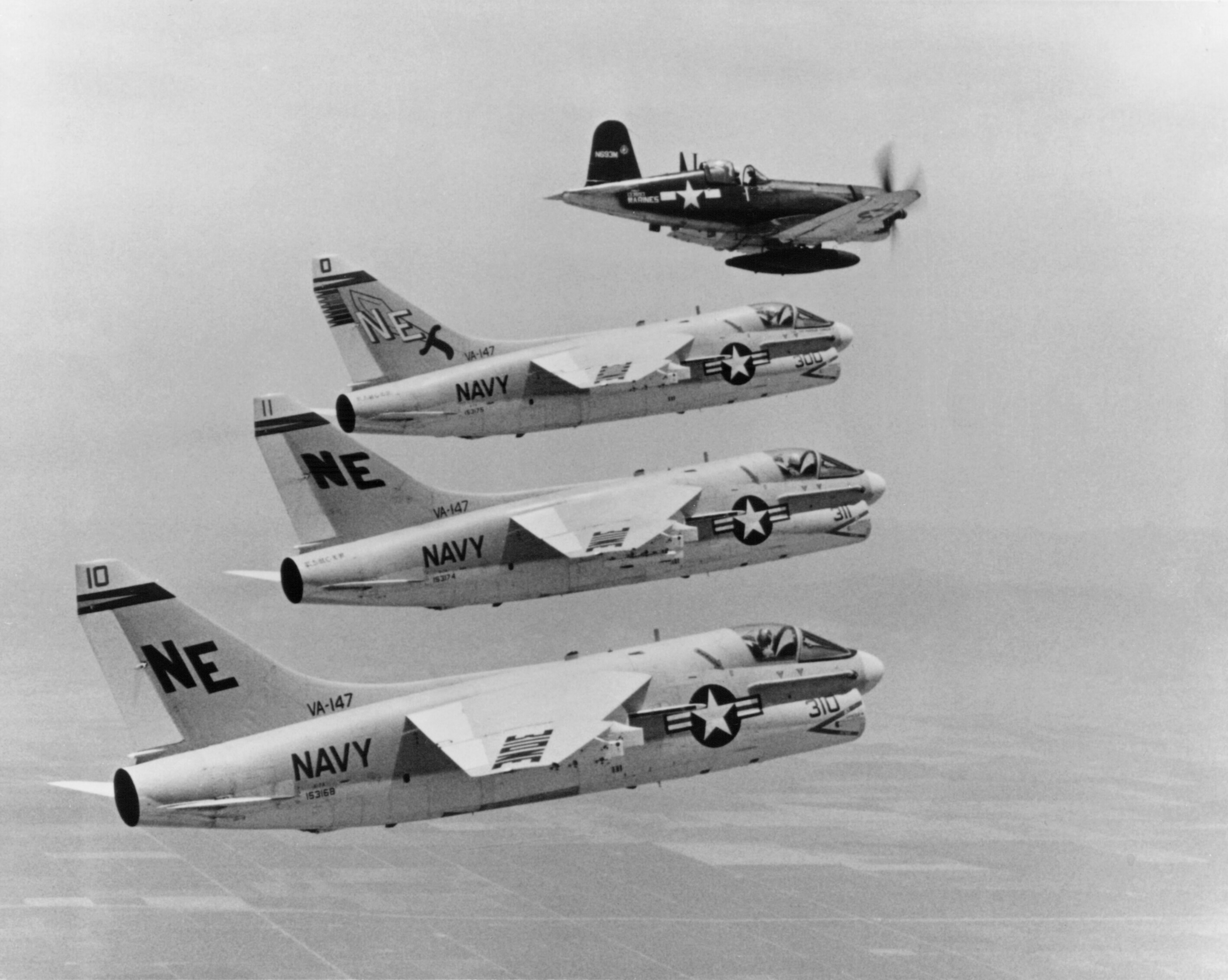
هواپیمای جنگنده لینگ-تمکو-ووت ای-۷ کرسر ۲

### کلیات
نخستین پایگاه‌های عملیاتی ای-۷ در نیروی دریایی ایالات متحده در اقیانوس اطلس سسیل فیلد فلوریدا و در اقیانوس آرام پایگاه هوایی نیروی دریایی لمور در کالیفرنیا بود. از سال ۱۹۶۷ تا ۱۹۷۱ بیست و هفت اسکادران نیروی دریایی چهار نسخهٔ ای-۷ای/بی/سی/ئی را دریافت نمودند. مرکز ووت در دالاس ۳۵۰۰۰ کارگر را به استخدام درآورده بود و روزانه یک فروند ای-۷ تولید می‌کرد تا نیازهای نیروی دریایی را برای ویتنام، جنوب شرقی آسیا و ناتو برآورده سازد.

### جنوب شرقی آسیا
هوای داغ و مرطوب ویتنام، نیروی ای-۷ را به هدر می‌داد و حتی ای-۷دی و ای-۷ئی‌های بهینه‌سازی شده نیز از این معضل در امان نبودند. در این آب و هوا برای برخاست به زمان بیشتری نیاز بود و یک فروند ای-۷ که حداکثر میزان مهمات را حمل می‌کرد، به سختی می‌توانست سرعت خود را به ۸۰۰ کیلومتر در ساعت برساند.
در تاریخ ۲۲ فوریه ۱۹۷۳ در لائوس و در کامبوج تا ۱۵ ژوئیه ۱۹۷۳ آخرین عملیات برای پشتیبانی از نیروهای مسلح ملی خمر در برابر خمرهای سرخ انجام شد.
ای-۷دی نیروی هوایی آمریکا مجموعاً ۱۲٬۹۲۸ سورتی پرواز در خلال جنگ در آسیای جنوب شرقی انجام دادند و فقط شش فروند از این هواپیما سرنگون گردید که کمترین تعداد سرنگونی در میان هواپیماهای درگیر در جنگ‌های آسیای جنوب شرقی بود. از نظر پرتاب مهمات روی هانوی نیز این هواپیما پس از بوئینگ بی-۵۲ استراتوفورترس بیشترین تعداد بمب را در هر سورتی پرواز پرتاب نمود. این پرتاب‌ها دقیق‌تر از پرتاب‌های دیگر جنگنده‌های زمینی آمریکا بود.
در ۱۵ می۱۹۷۵ چند فروند ای-۷ئی و ای-۷دی به آخرین نبرد جنگ ویتنام اعزام شدند. در این مأموریت ای-۷ها مسئولیت پوشش هوایی برای بازپس‌گیری کشتی مایاگوئز که به وسیلهُ قایق‌های توپ‌دار خمرهای سرخ ربوده شده بود به عهده داشتند. در عملیات مایاگوئز سه فروند هلیکوپتر سی‌اچ-۵۳ سی استالیون نیروی هوایی سرنگون شد و دو درجه‌دار نیروی هوایی، یازده تفنگدار دریایی و دو پرسنل نیروی دریایی کشته شدند و سه تفنگدار دریایی نیز مفقودالاثر شدند.
اواخر سال ۱۹۷۵ نیروی هوایی، پایگاه‌های تایلند را تخلیه کرده و نیروهای آمریکایی در فیلیپین مستقر شدند.

### گرانادا و لبنان
در اکتبر ۱۹۸۳ ای-۷ئی‌های نیروی دریایی هنگام تهاجم آمریکا به گرانادا وظیفهُ پشتیبانی هوایی نزدیک در این عملیات داشتند. نام این عملیات ارجنت فری (خشم اضطراری) بود.
ای-۷ها همچنین در سال ۱۹۸۳ پشتیبانی هوایی برای ماموریت آمریکا در لبنان فراهم نمودند. در ۱۴ دسامبر ۱۹۸۳ یک فروند ای-۷ به همراه یک فروند گرومن ای-۶ اینترودر به وسیلهُ موشک‌های سام سوریه سرنگون شدند. خلبان ای-۷ ادوارد اندروز موفق شد هواپیمای خود را پیش از بیرون پریدن به آب‌های ساحلی برساند. او به وسیلهُ یک قایق ماهیگیری لبنانی نجات پیدا کرد و به سلامت به محل خدمت خود بازگشت.

### لیبی
در تاریخ ۲۴ مارس ۱۹۸۶ در خلال کشمکش با لیبی در خلیج سرت دفاع هوایی لیبی به سوی دو فروند اف-۱۴ ناو هواپیمابر یواس اس آمریکا موشک‌های اس ای-۵ شلیک کردند. این اف-۱۴ها در آسمان بین‌المللی در حال گشت‌زنی هوایی بودند. ای-۷ها پاسخ این آتش را با شلیک ای‌جی‌ام-۸۸ هارم دادند. روز بعد ای-۶ها به کشتی‌های جنگی لیبی که در حال نزدیک شدن به ناوگان آمریکا بودند حمله کردند و ای-۷ها دوباره به سوی سایت‌های سام لیبی شلیک نمودند.

### عملیاتسپر صحراوتوفان صحرا
نیروی دریایی آمریکا در اوت ۱۹۹۰ ای-۷ئی‌های خود را در عملیات توفان صحرا به کار برد. این ای-۷ها از عرشه ناو هواپیمابر یواس‌اس جان اف. کندی برخاستند. این ناو هواپیمابر از میان شش ناو هواپیمابری که در عملیات شرکت داشتند تنها ناو هواپیمابری بود که دارای ای-۷ بود. این ناو مستقر در دریای سرخ بود و ای-۷ها از این نقطه به داخل خاک عراق حمله کردند. ای-۷ها در این حمله‌ها انواع سلاح‌ها را به کار بردند از جمله مهمات هدایت دقیق مانند بمب هدایت تلویزیونی ای‌جی‌ام-۶۲ وال‌آی، بمب‌های چندمنظورهٔ غیرهدایت‌شونده و موشک‌های هارم. همچنین در این عملیات ای-۷ به‌عنوان تانکر سوخت‌گیری هوایی نیز به کار برده شد.

## بازنشستگی و کاربران دیگر
آخرین دستهٔ ای-۷های نیروی هوایی آمریکا در سال ۱۹۸۹ بازنشسته شدند یا به گارد ملی هوایی منتقل گردیدند. آخرین ای-۷ها در گارد ملی هوایی در سال ۱۹۹۳ بازنشسته شدند و جنگندهُ اف-۱۶ جای آن‌ها را گرفت.
ای-۷های نیروی دریایی آمریکا از میانهُ دههٔ ۱۹۸۰ با ورود اف/ای-۱۸ هورنت‌ها آغاز به بازنشستگی کردند. آخرین ای-۷های نیروی دریایی در مه ۱۹۹۱ پس از بازگشت از عملیات توفان صحرا بازنشسته شدند.
چندین فروند از این ای-۷ها به یونان، تایلند و پرتغال فروخته شدند.
نیروی هوایی یونان ۶۰ فروند ای-۷اچ در سال ۱۹۷۴ و سه فروند تی‌ای-۷اچ در سال ۱۹۸۰ سفارش داد و پس از جنگ خلیج فارس ۶۲ فروند ای-۷ئی و تی‌ای-۷سی دریافت نمود که ۴۳ فروند از آن‌ها تا سال ۲۰۱۴، فعال و عملیاتی بودند.
فروش ای-۷ به پاکستان به‌علت مخالفت دولت آمریکا با برنامهٔ هسته‌ای این کشور پذیرفته نشد.

## نسخه‌ها

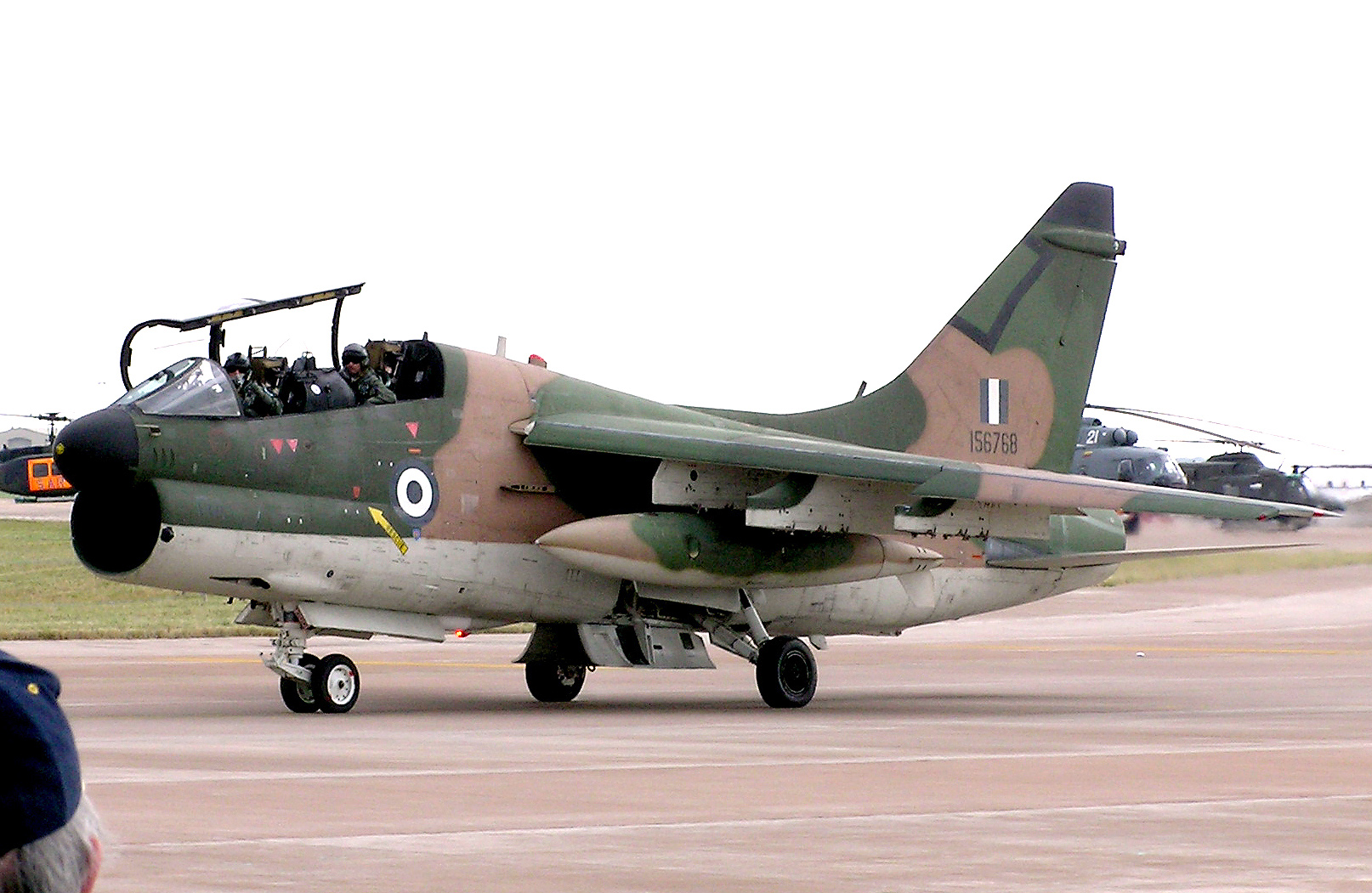
تی‌ای-۷اچ متعلق به نیروی هوایی یونان

- ای-۷ای

نخستین نسخهٔ تولیدی ای-۷. ای-۷ای دارای دو تیربار کلت ام کی۱۲ بیست میلی‌متری با سرعت ۲۵۰ دور در دقیقه‌است. حداکثر وزن مهمات قابل حمل، ۶٬۸۰۴ کیلوگرم در زیر بال‌هاست، ولی این میزان، به‌خاطر محدودیت وزن برخاست، کمتر می‌شود و فقط در صورتی این هواپیما می‌تواند با حداکثر وزن مهمات پرواز کند که سوخت آن تا اندازهٔ بسیاری کاهش یابد. ای-۷ای مجهز به رادار ناوبری ای ان/ای پی ان-۱۵۳ و رادار زمینی ای ان/ ای پی کیو-۱۱۵ و رادار حمله‌ای ان/ای پی کیو-۹۹ می‌باشد. ای-۷ای به تعداد ۱۹۹ فروند تولید شد.
- ای-۷بی

این نسخه با موتور تی اف۳۰-پی-۸ بهینه‌سازی شد. در سال ۱۹۷۱ ای-۷بی‌های باقی‌مانده با موتور تی اف۳۰-پی-۴۰۸ بهینه‌سازی شدند. رادار زمینی ای ان/ای پی کیو-۱۱۵ در ای-۷ای جای خود را در ای-۷بی به‌ای ان/ای پی کیو-۱۱۶ داد. ای-۷بی به تعداد ۱۹۶ فروند تولید شد.
- ای-۷سی

نخستین فروند ای-۷ئی تولید شده که دارای موتور تی اف۳۰-پی-۴۰۸ بودند ای-۷سی نامیده شدند.
- تی ای-۷سی

نسخهٔ دوسرنشینهٔ آموزشی برای نیروی دریایی آمریکا. ۲۴ فروند بر پایهٔ ای-۷بی و ۳۶ فروند بر پایهٔ ای-۷سی ساخته شده بود.
- ای-۷دی

نسخهٔ ساخته‌شده برای نیروی هوایی آمریکا با موتور توربوفن الیسن تی اف۴۱ و یک تیربار ام۶۱ والکان ۲۰میلی‌متری. رادار ناوبری ای ان/ای پی ان-۱۵۳ در نسخه‌های پیشین، جای خود را به رادار ناوبری ای ان/ای پی ان-۱۸۵ داد و همچنین رادار زمینی ای ان/ای پی کیو-۱۲۶ در این نسخه، جایگزین رادارهای زمینی در نسخه‌های پیشین گردید. ای-۷دی به تعداد ۴۵۹ فروند ساخته شد.
- ای-۷ئی

ای-۷ئی در واقع ای-۷دی قابل حمل بر روی ناو هواپیمابر است. رادار ناوبری ای ان/ای بی ان-۱۸۵ در ای-۷دی در ای-۷ئی جای خود را به رادار ناوبری ای ان/ای پی ان-۱۹۰ می‌دهد. رادار زمینی در این نسخه، ای ان/ای پی کیو-۱۲۸ است. ای-۷ئی به تعداد ۵۲۹ فروند تولید شد.
- وای‌ای-۷اف استرایک فایتر (ای-۷دی پلاس)

نسخهٔ بزرگ‌تر و فراصوت ای-۷ که برای مأموریت‌های رهگیری طراحی شده بود، ولی پس از ساخت دو نمونهٔ اولیه، پروژهُ آن کنسل شد.
- ای-۷اچ

ای-۷ئی تغییر داده شده برای یونان بدون توانایی سوخت‌گیری هوایی. ای-۷اچ به تعداد ۶۰ فروند تولید شد.
- تی‌ای-۷اچ

نسخهٔ آموزشی دوسرنشینه برای یونان
- ای-۷کی

نسخهٔ دوسرنشینهُ آموزشی برای گارد ملی هوایی. از این نسخه به تعداد ۳۰ فروند تولید شد.
- ای-۷پی

ای-۷ای پیشین نیروی دریایی ساخته شده برای پرتغال. ۴۴ فروند با موتور تی اف۳۰-پی-۴۰۸ و سیستم هوانوردی بهینه‌سازی شد.
- تی ای-۷پی

نسخهٔ آموزشی دوسرنشینه برای پرتغال. به تعداد شش فروند از ای-۷های پیشین نیروی دریایی آمریکا به این نسخه تبدیل شد.
- ئی‌ای-۷ال

۸ فروند تی‌ای-۷سی دارای سیستم تهاجم الکترونیک شد و طبق استانداردهای ای-۷ئی بهینه‌سازی گردید، ولی همچنان دوسرنشینه باقی‌ماند.

## ویژگی‌ها
|                                    | ای-۷ای                          | ای-۷بی                          | ای-۷سی                         | ای-۷دی                         | ای-۷ئی                         |
| ---------------------------------- | ------------------------------- | ------------------------------- | ------------------------------ | ------------------------------ | ------------------------------ |
| وزن خالص (کیلوگرم)                 | ۶۸۲۰                            | ۶۸۲۰                            | ۶۸۲۰                           | ۸۹۲۷                           | ۸۴۱۲                           |
| وزن ناخالص (کیلوگرم)               | ۱۷۲۳۶                           | ۱۷۲۳۶                           | ۱۷۲۳۶                          | ۱۹۰۵۱                          | ۱۷۴۶۳                          |
| سلاح‌های داخلی                      | دو دستگاه‌ام کی ۱۲ بیست میلی‌متری | دو دستگاه‌ام کی ۱۲ بیست میلی‌متری | یک دستگاه‌ام۶۱ای۱ بیست میلی‌متری | یک دستگاه‌ام۶۱ای۱ بیست میلی‌متری | یک دستگاه‌ام۶۱ای۱ بیست میلی‌متری |
| دور مهمات ۲۰ میلی‌متری              | ۶۰۰                             | ۶۰۰                             | ۱۰۰۰                           | ۱۰۰۰                           | ۱۰۰۰                           |
| تعداد ساخته شده                    | ۱۹۹                             | ۱۹۶                             | ۶۷                             | ۴۵۹                            | ۵۳۵                            |
| سرعت در سطح دریا (کیلومتر در ساعت) | ۱۰۷۰                            | ۱۰۷۰                            | ۱۰۷۰                           | ۱۲۹۲                           | ۱۲۷۹                           |
| برد فقط با سوخت درونی (کیلومتر)    | ۶۲۲۲                            | ۶۲۲۲                            | ۴۲۲۲                           | ۴۲۲۲                           | ۴۲۲۲                           |
| برد با ماکزیمم سوخت بیرونی         | ۷۵۹۳                            | ۷۵۹۳                            | ۵۳۱۷                           | ۵۳۱۷                           | ۵۳۱۷                           |
| حداکثر سوخت درونی (لیتر)           | ۵۶۶۹                            | ۵۶۶۹                            | ۵۶۶۹                           | ۵۴۰۰                           | ۵۶۶۹                           |
| حداکثر سوخت بیرونی (لیتر)          | ۴۵۴۸                            | ۴۵۴۸                            | ۴۵۴۸                           | ۴۵۴۸                           | ۴۵۴۸                           |
| نوع موتور                          | پرت اند ویتنی تی اف۳۰-پی-۶      | پرت اند ویتنی تی اف۳۰-پی-۸      | پرت اند ویتنی تی اف۳۰-پی-۸     | الیسن تی اف۴۱                  | الیسن تی اف۴۱                  |

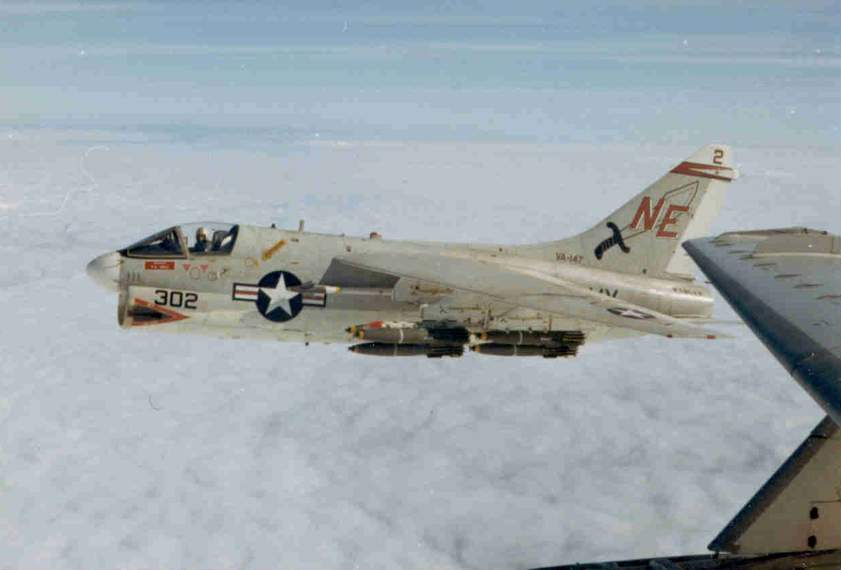
ای-۷ای بر فراز ویتنام
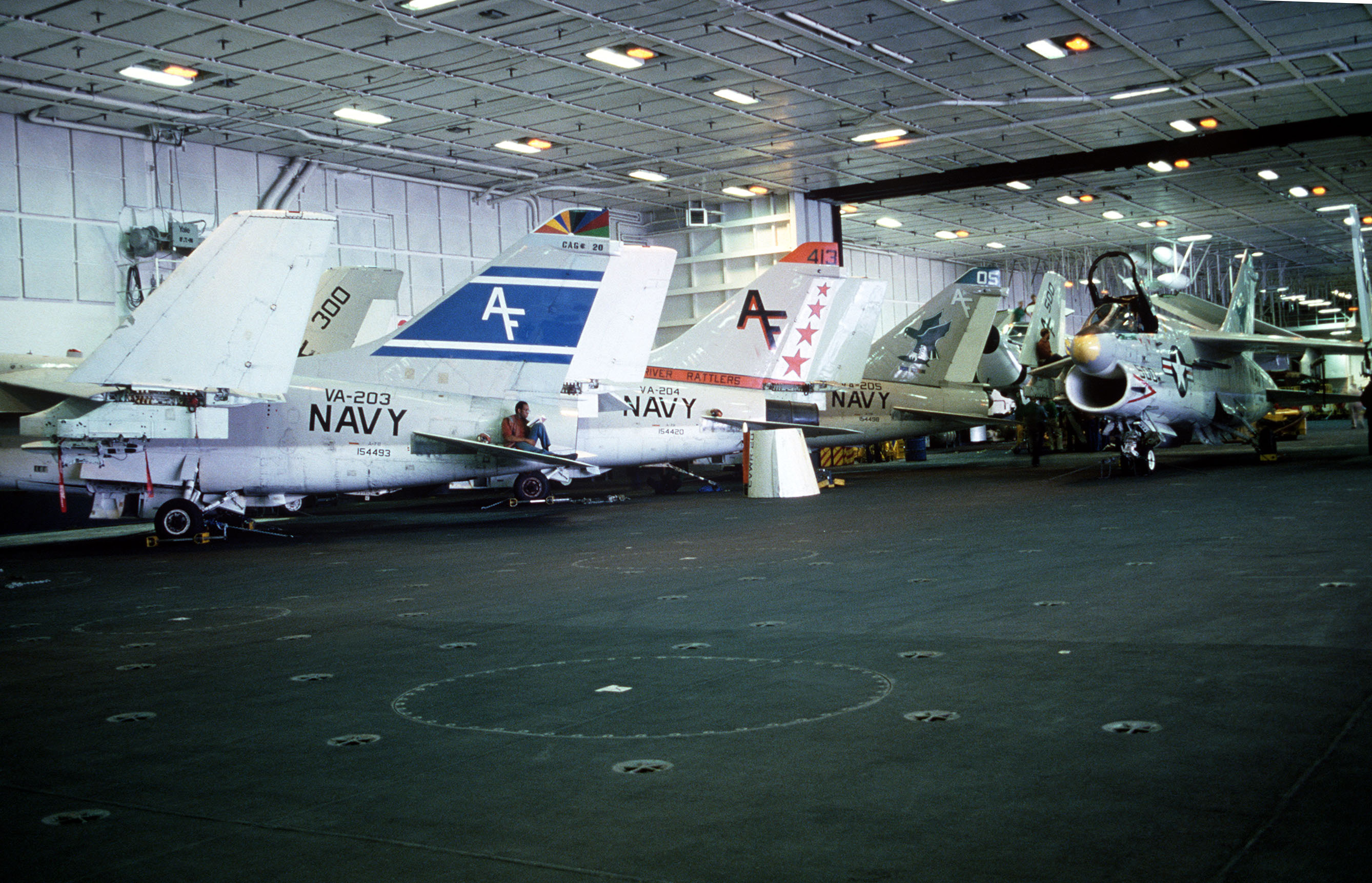
ای-۷بی در آشیانهٔ ناو هواپیمابر کارل وینسن
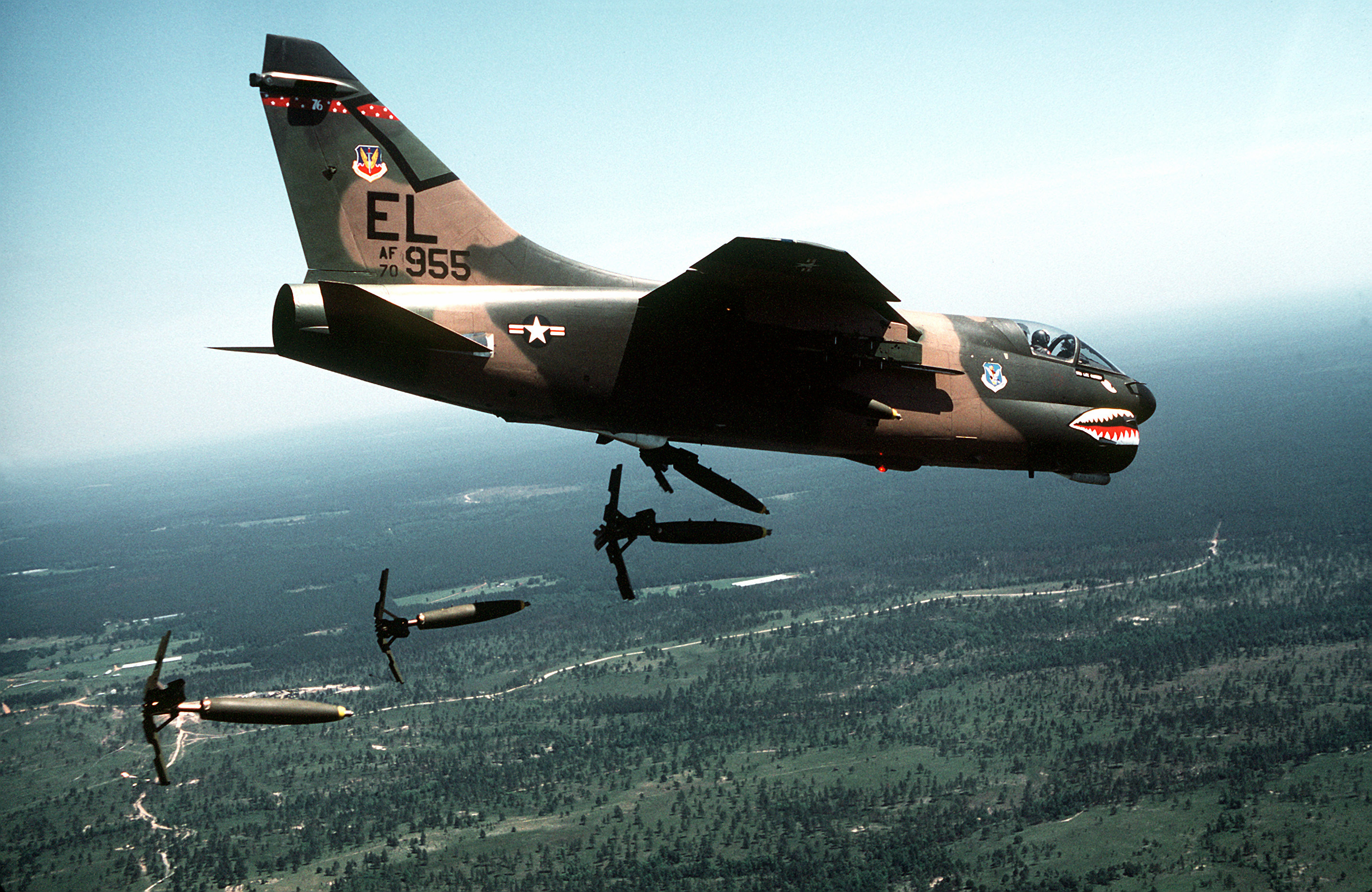
ای-۷دی نیروی هوایی ایالات متحدهٔ آمریکا
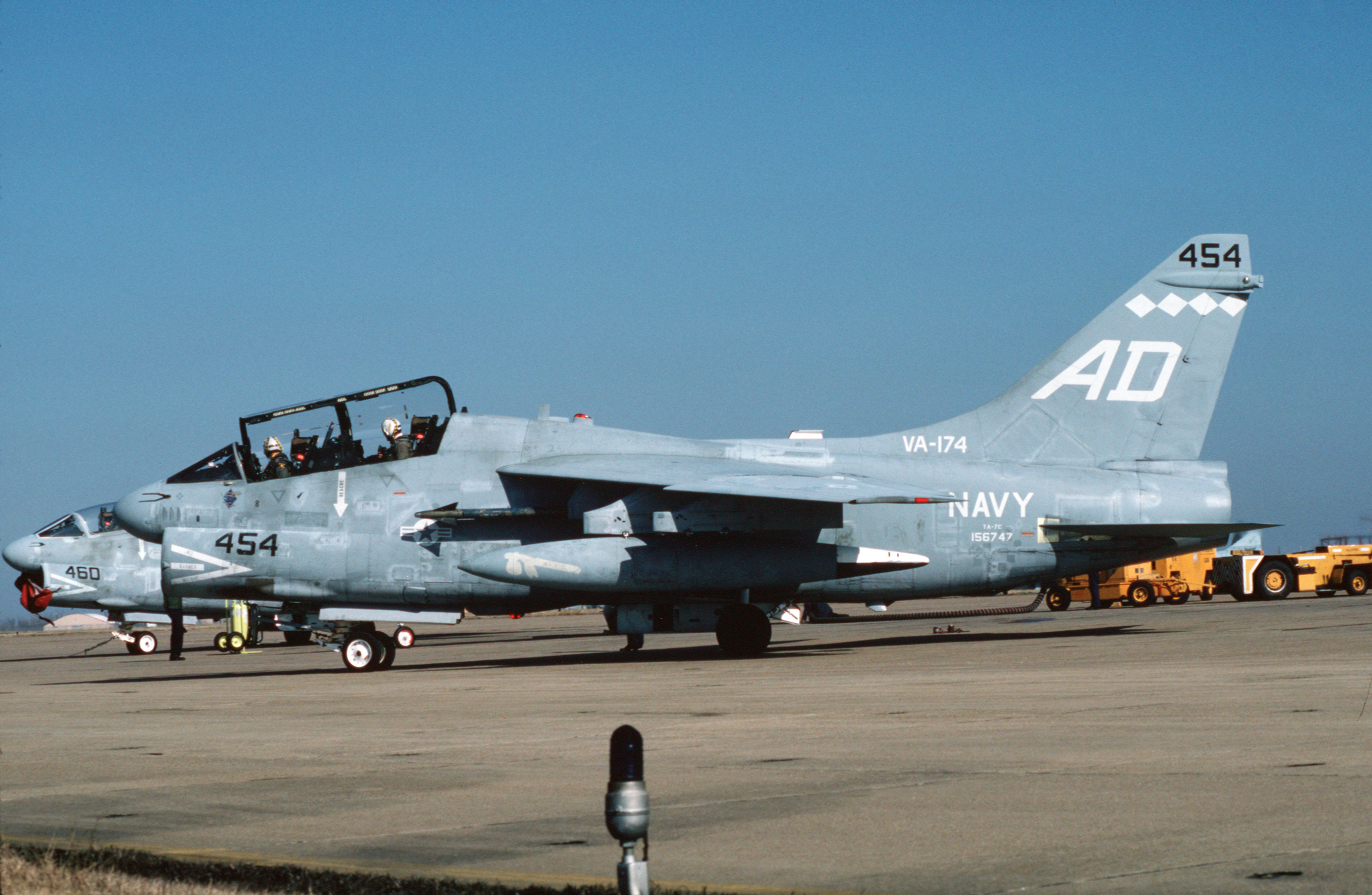
تی ای-۷سی دو سرنشینه ورژن آموزشی جنگندهٔ ای-۷
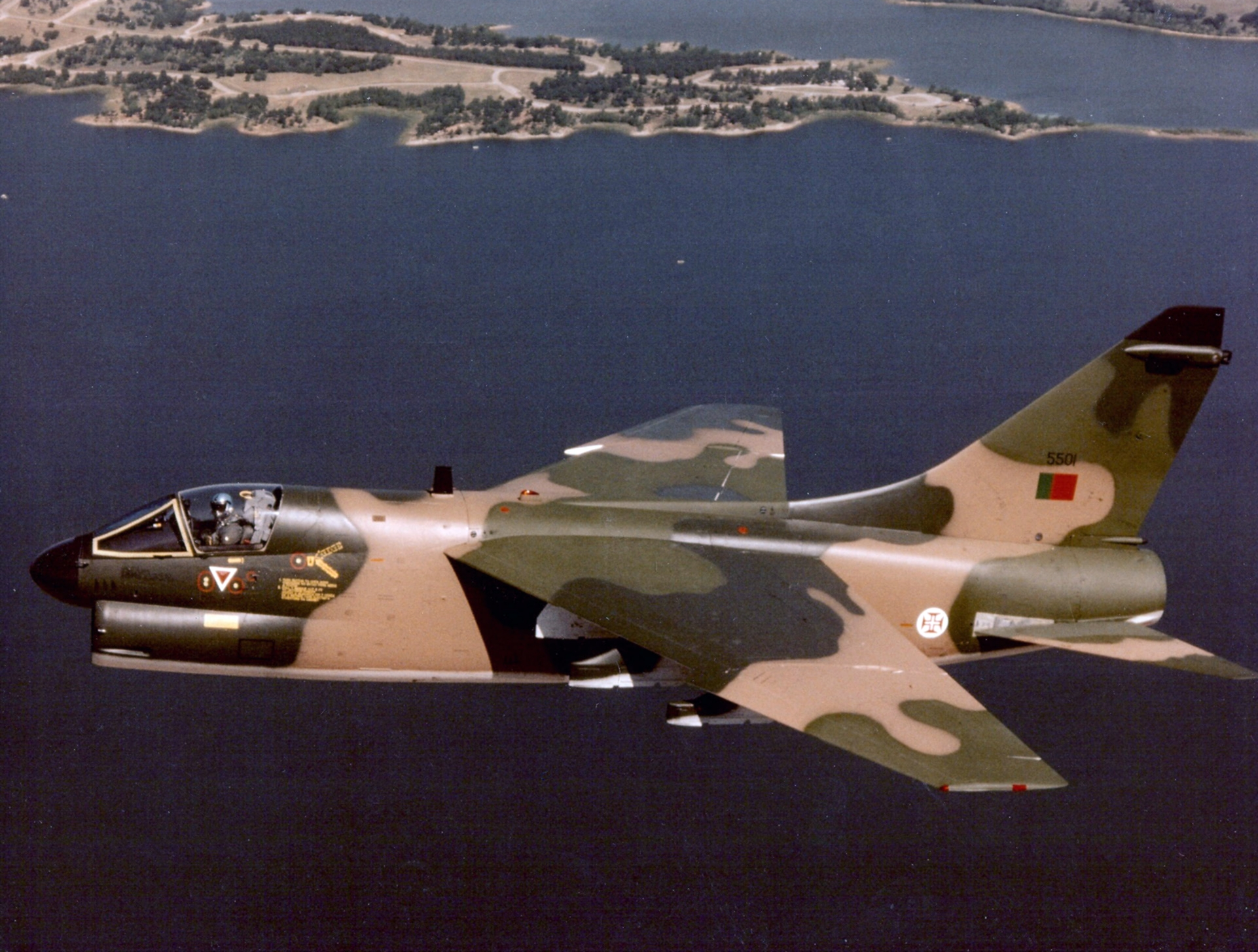
ای-۷پی نیروی هوایی پرتغال
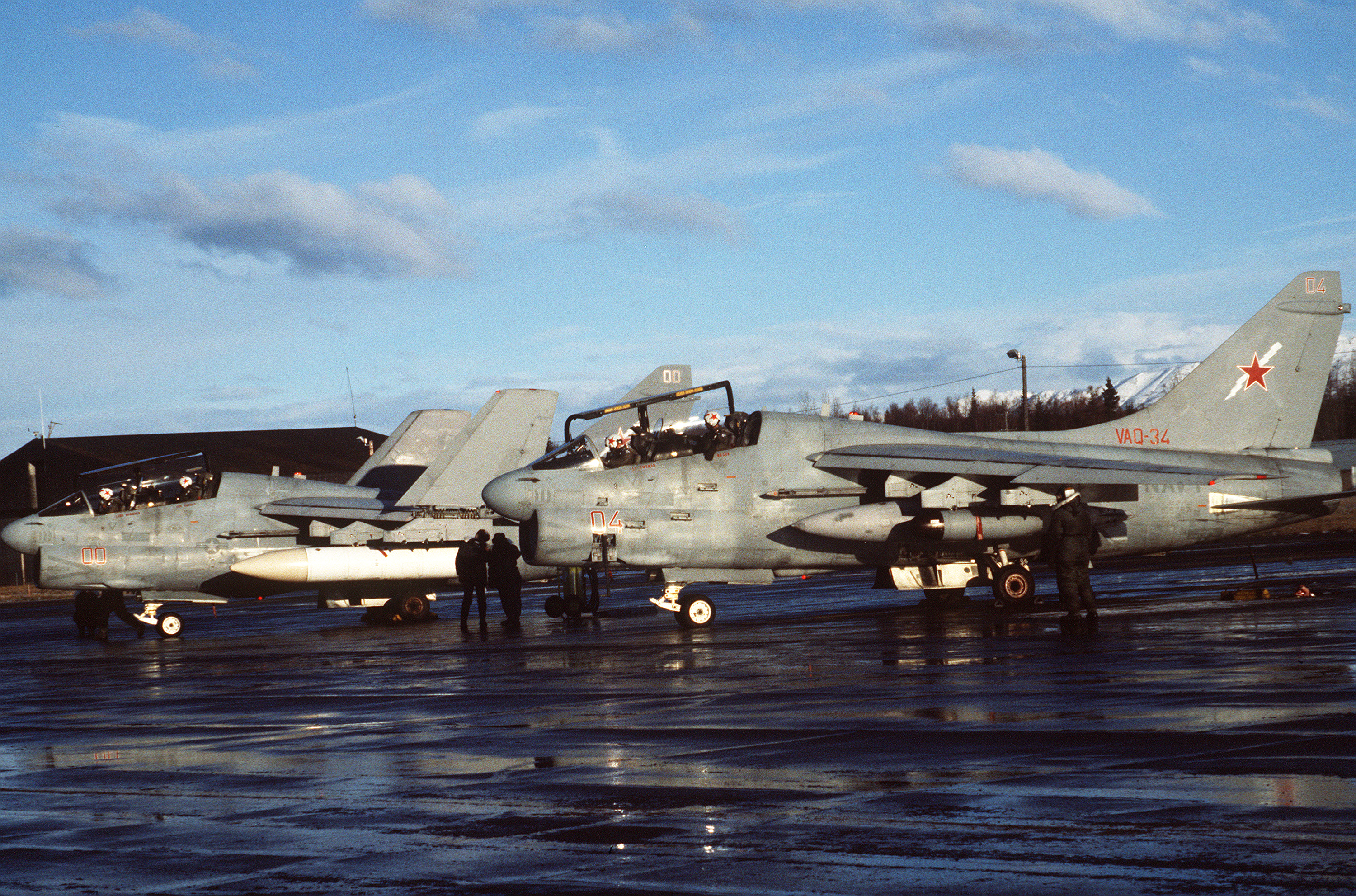
ئی ای-۷ال در سال ۱۹۸۷